# Celia Monedero
Celia Monedero Carrasco (Madrid, 27 de abril de 2000) es una actriz española. Es conocida por su papel de Elvira "Viri" Gómez en la serie de Movistar+ Skam España, donde es uno de los personajes protagonistas durante sus cuatro temporadas.

## Biografía
Monedero nació el 27 de abril de 2000 en Madrid, España. Desde pequeña estuvo interesada por la actuación, asistiendo al Estudio Juan Codina, o en Primera toma, en Madrid.
Su primer proyecto se presentó en 2018, cuando mediante su escuela de actuación, se enteró de un casting para una serie juvenil llamada Skam España (La versión española de Skam Noruega) qué iba a producir Movistar+. Después de hacer el casting, fue elegida para interpretar a una de sus protagonistas: Viri. Monedero fue un personaje principal durante sus cuatro temporadas, además de junto a Nicole Wallace, ser el personaje central de la temporada 3. Skam España emitió su último capítulo el 25 de octubre de 2020.

## Vida personal
Pese a que la actuación es la pasión de Celia, también estudia psicología. Ha declarado que su mayor ejemplo a seguir es su padre. La actriz ha mostrado en sus redes sociales su pasión por los videojuegos, en especial por Call of Duty.

## Filmografía

### Televisión
| Año       | Título               | Rol                 | Canal                     | Notas            |
| --------- | -------------------- | ------------------- | ------------------------- | ---------------- |
| 2022      | No me gusta conducir |                     | Warner Bros Discovery/TNT | Secundaria       |
| 2018-2020 | Skam España          | Elvira "Viri" Goméz | Movistar+                 | Elenco principal |
| 2023      | Valeria              | Valeria Joven       | Netflix                   | Episódico        |